# Vinzenz Fettmilch
Vinzenz Fettmilch, auch Fedtmilch (* zwischen 1565 und 1570 in Büdesheim; † 28. Februar 1616 in Frankfurt am Main) war ein deutscher Schreiber und Lebkuchenbäcker und einer der Anführer des Fettmilchaufstandes 1612 bis 1614 in Frankfurt am Main.

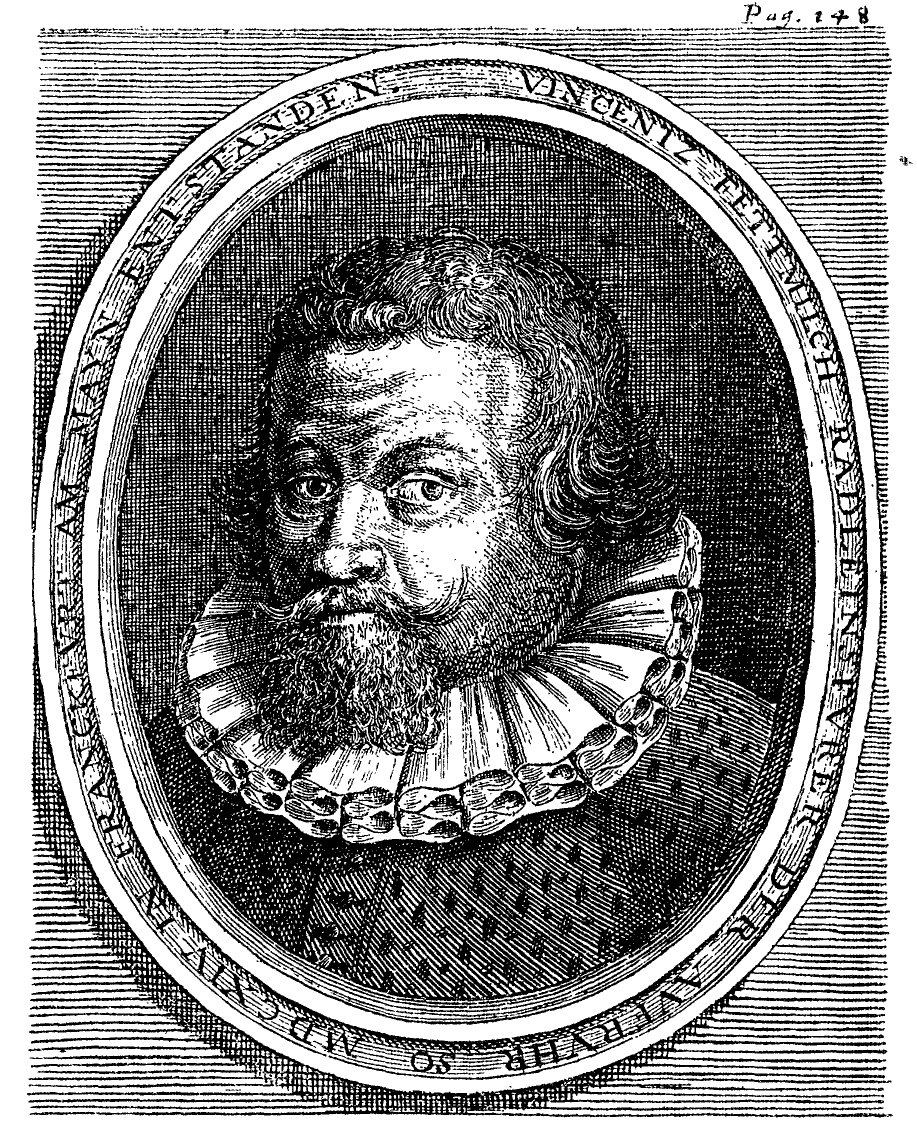
Vinzenz Fettmilch (Kupferstich)

## Vor dem Aufstand
Vinzenz Fettmilch wurde zwischen 1565 und 1570 in Büdesheim geboren. Als sein Vater wird der Untergräfe und „reisige Diener“ (berittener Soldat) auf der Burg Friedberg, Reinhard Fettmilch (1562–1602), vermutet. Vinzenz hatte einen Bruder, Johann Eitel Fettmilch, der 1598 in Marburg an der Universität Marburg Jura studierte.
Nach seiner Heirat mit Catharina Schiele in Frankfurt am Main erhielt Vinzenz Fettmilch am 11. Juni 1593 das Frankfurter Bürgerrecht. Vergeblich bemühte er sich 1595 um die Stelle eines Schreibers am Hospital zum heiligen Geist. Aus finanziellen Gründen wurde er Lebkuchenbäcker, trat der Zunft der Fettkrämer bei und erwarb 1607 das Gebäude „Zum Hasen“ in der Töngesgasse. Fettmilch gehörte zu den Anführern des nach ihm benannten Fettmilchaufstandes zwischen 1612 und 1614 in Frankfurt am Main.

## Der Aufstand

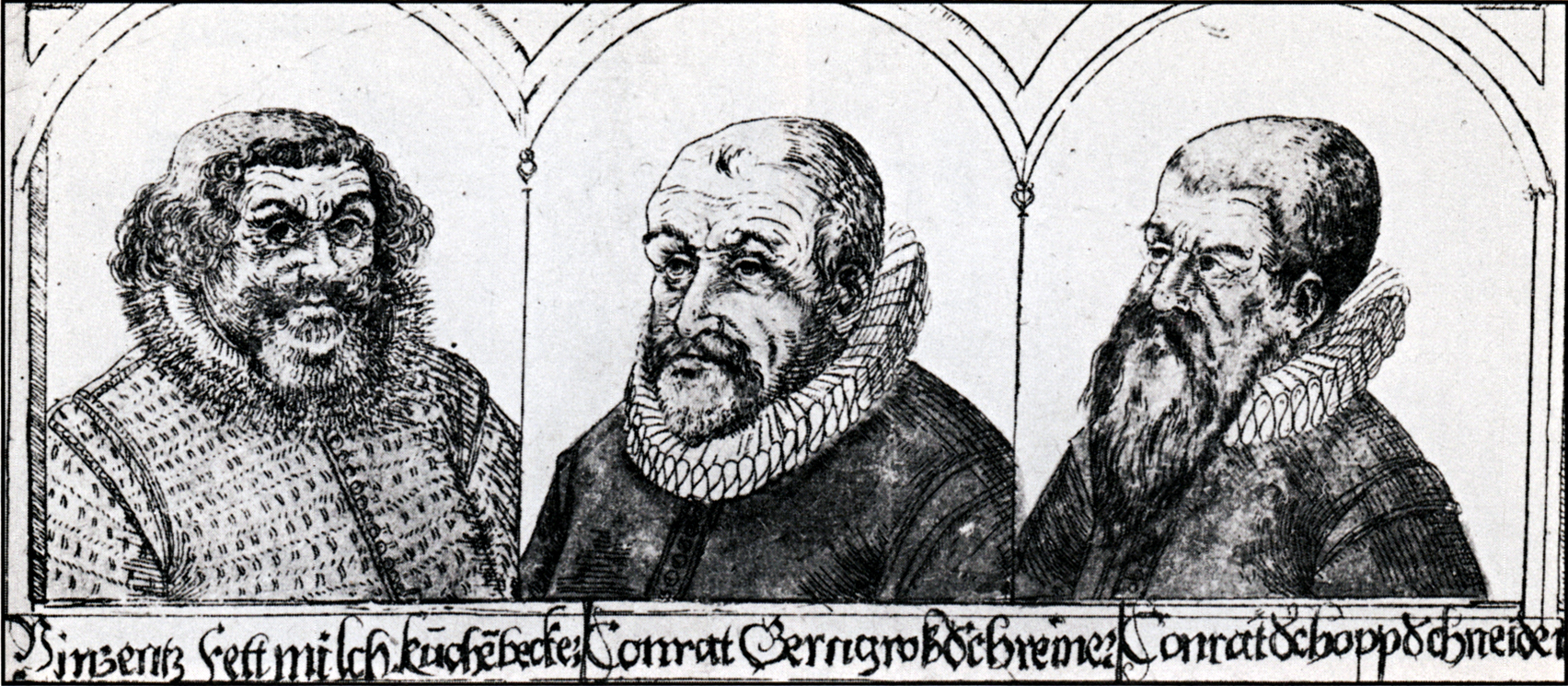
Vinzenz Fettmilch, Conrad Gerngroß und Conrad Schopp, die Anführer des Fettmilchaufstandes, Stich 1614

Im Mai 1612 nutzten Frankfurter Bürger die Wahl und Krönung von Kaiser Matthias, um die Offenlegung der Privilegien, die Verringerung der Anzahl der Juden und die Einrichtung eines wöchentlichen Kornmarktes, eine Zinsherabsetzung von 12 auf 8 Prozent und die Vertreibung aller Juden, die nicht mindestens 15.000 Taler Vermögen besaßen, vom Rat der Stadt zu verlangen. Im Juli 1612 gründete sich ein „Bürgerausschuss“, dem Fettmilch angehörte, um diese Forderungen durchzusetzen. Fettmilchs Auftritte führten zu seinem Arrest in der Frankfurter Ratsstube vom 5. bis. 8. Mai 1614. In einem „Bürgervertrag“ wurde die Privilegieneinsicht und die Kontrolle der Finanzen der Stadt vereinbart. Der Bürgerausschuss gab sich damit aber nicht zufrieden. Fettmilch führte die Plünderung der Judengasse am 22. August 1614 an.

## Verhaftung und Bestrafung

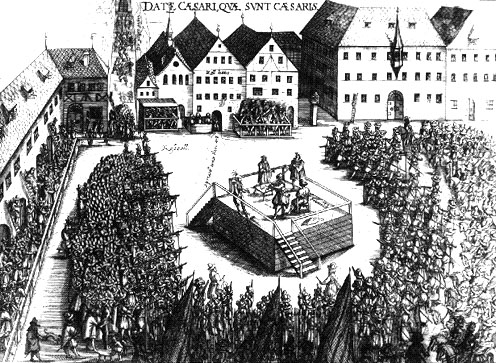
Die Hinrichtung auf dem Roßmarkt

Kaiser Matthias verkündigte daraufhin die Reichsacht über Fettmilch, den Schreiner Conrad Gerngroß und den Schneider Conrad Schopp, die Haupträdelsführer. Der Ratsherr Mattias Müller beantragte am 24. November 1614, Fettmilch zu verhaften. Drei Tage später wurde er vom Schöffen Hans Martin Baur nach einem Handgemenge festgenommen. Empörte Handwerksgesellen, darunter der Frankfurter Bürger und Buchdruckergeselle Hans Schlegel, befreiten ihn noch am selben Tag aus dem Arrest in der Bornheimer Pforte. Fettmilch verschanzte sich in seinem Haus Zum Hasen in der Töngesgasse, ergab sich aber am Tag darauf der Stadtwache unter Baurs Führung.
Am 2. Dezember 1614 wurde Fettmilch beim Gutleuthof an den Schultheißen von Mainz ausgeliefert und nach Aschaffenburg gebracht. Am 28. Februar 1616 wurde er mit seinen Kumpanen zum Roßmarkt geführt. Der Scharfrichter trennte zwei Finger seiner Schwurhand ab, enthauptete und vierteilte ihn.

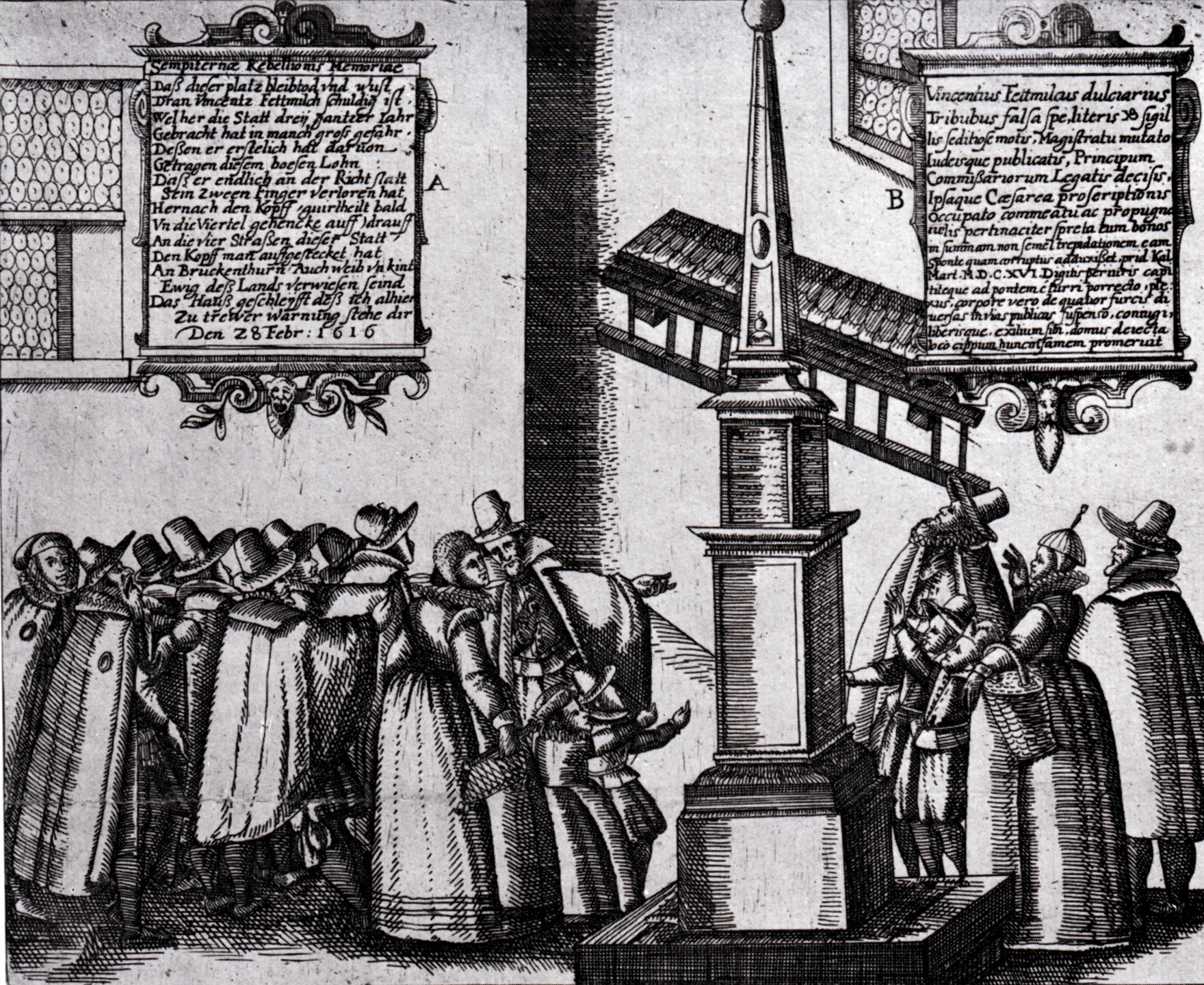
Die in der Töngesgasse anstelle von Fettmilchs Haus errichtete Schandsäule

Die Leiche Fettmilchs wurde gemeinsam mit denen der anderen Verurteilten am Galgen aufgehängt und die Köpfe an Eisenstangen auf der Südseite des rechtsmainischen Brückenturms ausgestellt. 

„Unter den altertümlichen Resten war mir von Kindheit an der auf dem Brückenturm aufgesteckte Schädel eines Staatsverbrechers merkwürdig gewesen, der von dreien oder vieren, wie die leeren eisernen Spitzen auswiesen, seit 1616 sich durch alle Unbilden der Zeit und Witterung erhalten hatte. So oft man von Sachsenhausen nach Frankfurt zurückkehrte, hatte man den Turm vor sich, und der Schädel fiel ins Auge. Ich ließ mir als Knabe schon gern die Geschichte dieser Aufrührer, des Fettmilch und seiner Genossen, erzählen, wie sie mit dem Stadtregiment unzufrieden gewesen, sich gegen dasselbe empört, Meuterei angesponnen, die Judenstadt geplündert und gräßliche Händel erregt, zuletzt aber gefangen und von kaiserlichen Abgeordneten zum Tode verurteilt worden.“

1801 wurde der Brückenturm abgerissen und die Köpfe der Verurteilten beseitigt.
Als Damnatio memoriae wurde sein Haus Zum Hasen dem Erdboden gleichgemacht. Seine Frau Katharina mit ihren zehn Kindern, zwei Jungen und acht Mädchen, und sein Bruder mussten die Stadt für immer verlassen. Am 22. August 1617 wurde an der Stelle des ehemaligen Hauses Zum Hasen eine Schandsäule zum „Immerwährenden Gedächtnis an den Aufstand“ (Sempiternae Rebellionis Memoriae) errichtet, die Inschrift begann mit dem Satz: „Daß dieser Platz bleibt od und wust, dran Vincenz Fettmilch schuldig ist.“ Die Säule ging 1719 beim Großen Christenbrand zugrunde, der Sockel blieb jedoch erhalten. Später wurde hier ein Brunnen errichtet, und erst im 19. Jahrhundert um 1870 wurde das Grundstück wieder bebaut.

## Archivalien
- Institut für Stadtgeschichte Frankfurt am Main. Signaturen: Sammlung Personengeschichte S2–286; Criminalia 679, 873, 709, 752, Impressen 72, 77, Juden wider Fremde 999

## Film
- In dem deutschen Fernsehfilm Revolution in Frankfurt aus dem Jahr 1979 wird Vinzenz Fettmilch von Günter Strack dargestellt.

## Belletristik
- Elchanan Heln: Megilass Winz. Amsterdam 1648
- Carl Feldmann: Vincenz Fettmilch der Lebküchler von Frankfurt. Ein Trauerspiel. Offenbach [1850]
- Rudolf Frank: Vincenz Fettmilch. Eine historische Erzählung aus der Geschichte der freien Stadt Frankfurt a/M. (1612–1616). Leipzig 1861.
- Theodor Poppe: Die Tragoedia von Vincenz Fettmilch. In fünf Aufzügen. Georg Müller, München 1905
- Adolf Stoltze: Vinzenz Fettmilch. Drama in fünf Aufzügen. 1.–3. Tsd. Stoltze Nachf., Frankfurt am Main 1927
- Hans Albrecht: Fettmilch will an die Macht. Schauspiel. 1964[9]
- Revolution in Frankfurt, deutscher Fernsehfilm von 1979. Regie Fritz Umgelter.
- Albrecht Glöckner: Vinzenz Fettmilch 1616 und die „Parierer“ Diller-Glöckler. (Kurzgeschichte in Briefform)[10]